# Kut

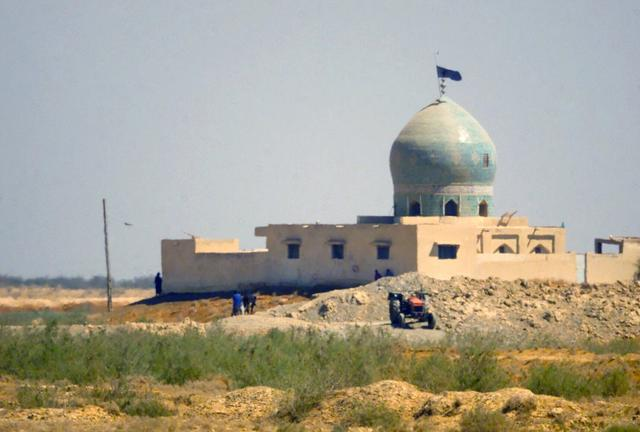
A mesquita de Al Kut.

Al-Kūt (em árabe: الكوت; Kut al-Imara ou Kut El Amara; em curdo:  Kût; em turco:  Kut'ül Ammare ou simplesmente Kut) é uma cidade localizada na região sudoeste do Iraque, na banda esquerda do rio tigre, a cerca de km ao sul de Bagdá. Em 2003, era estipulado que a população do município girava em torno de 374 000 pessoas. É a capital da província de Wasit.